# Hội đồng An ninh Quốc gia (Đài Loan)
Hội đồng An ninh Quốc gia (HAQ; chữ Hán phồn thể: 國家安全會議; bính âm: Guójiā Ᾱnquán Huìyì; phiên âm bạch thoại: Kok-ka An-choân Hōe-gī) là cơ quan khuyên bảo về vấn đề quan hệ với an ninh quốc gia, do Tổng thống trực tiếp lãnh đạo.
Thành viên Hội đồng cũng bao gồm Phó tổng thống, Viện trưởng Hành chính viện, Bộ trưởng các bộ then chốt, Tổng tham mưu trưởng, Bí thư trưởng Hội đồng và Cục trưởng Cục an ninh quốc gia.

## Lịch sử
Trong phiên họp thứ tư khóa thứ nhất của Quốc dân đại hội vào tháng 3 năm 1966 ở Đài Bắc, Điều khoản lâm thời thời kỳ kham loạn động viên được sửa đổi.
Đoạn thứ tư tu chính án cho phép Tổng thống thành lập cơ quan động viên nhằm dẹp loạn của Đảng cộng sản Trung Quốc, quy định chính sách về thời kỳ động viên và làm chính trị chiến thời. Tổng thống Tưởng Giới Thạch lệnh Hoàng Thiếu Cốc, Vương Vân Ngũ, Trương Kỳ Quân cùng Tưởng Kinh Quốc tổ chức ủy ban trù bị nhỏ để thiết lập Ủy ban an ninh quốc gia và soạn thảo kế hoạch tổ chức.
Tháng 2 năm 1967, Tổng thống Tưởng ban hành đại cương tổ chức cho Hội đồng An ninh Quốc gia trong thời kỳ động viên, Hoàng Thiếu Cốc chọn làm bí thư trưởng đầu tiên, còn Tưởng Kinh Quốc thì phụ trách những việc chủ chốt, đánh dấu Hội đồng An ninh Quốc gia thành lập.

## Thành viên
| Chủ tịch               | Tổng thống |
| Thành viên thường trực | Phó tổng thống |
| Thành viên thường trực | Viện trưởng Hành chính viện Phó viện trưởng Hành chính viện Bộ trưởng nội chính Bộ trưởng ngoại giao Bộ trưởng quốc phòng Bộ trưởng tài chính Bộ trưởng kinh tế Chủ tịch Ủy ban đại lục Tổng tham mưu trưởng |
| Thành viên thường trực | Bí thư trưởng Hội đồng An ninh Quốc gia Cục trưởng Cục an ninh quốc gia |
| Thành viên bổ sung     | Nhân viên do Tổng thống bổ nhiệm |

## Bí thư trưởng

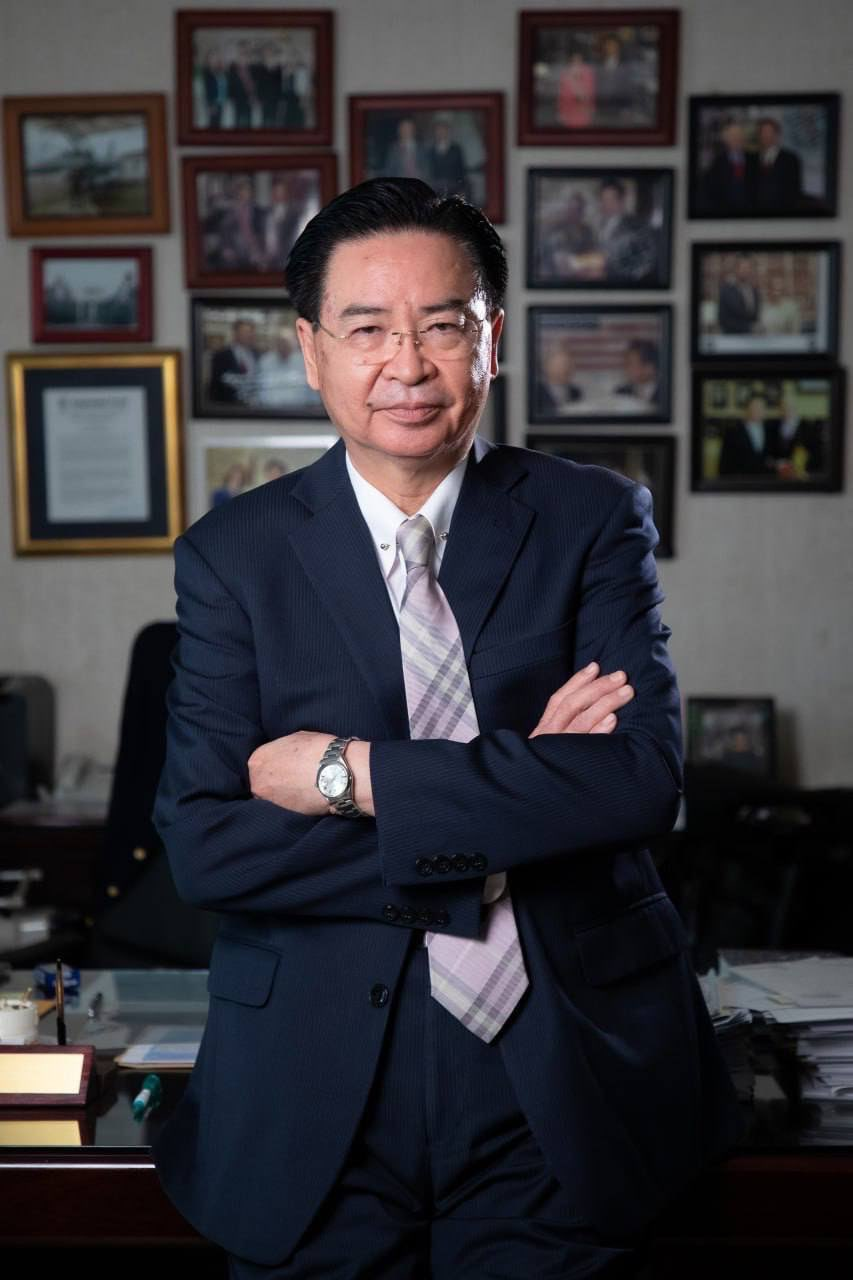
Ngô Chiêu Nhiếp, Bí thư trưởng đương nhiệm Hội đồng An ninh Quốc gia.

### Hội đồng Quốc phòng Quốc gia
- Quách Ký Kiệu (20 tháng 2 năm 1951 - 26 tháng 5 năm 1954)
- Chu Chí Nhu (tháng 7 năm 1954 - tháng 8 năm 1957)
- Trương Quần (tháng 8 năm 1957 - tháng 6 năm 1959)
- Cố Chúc Đồng (29 tháng 6 năm 1959 - 1 tháng 2 năm 1967)

### Hội đồng An ninh Quốc gia
- Hoàng Thiếu Cốc (1 tháng 2 năm 1967 - 20 tháng 6 năm 1979)
- Thẩm Xương Hoán (20 tháng 6 năm 1979 - 28 tháng 3 năm 1984)
- Uông Đạo Uyên (28 tháng 5 năm 1984 - 16 tháng 6 năm 1986)
- Tưởng Vĩ Quốc (18 tháng 6 năm 1986 - 28 tháng 2 năm 1993)
- Thi Khải Dương (2 tháng 3 năm 1993 - 1 tháng 9 năm 1994)
- Đinh Mậu Thời (1 tháng 9 năm 1994 - 31 tháng 1 năm 1999)
- Ân Thị Văn (1 tháng 2 năm 1999 - 20 tháng 5 năm 2000)
- Trang Minh Diệu (20 tháng 5 năm 2000 - 16 tháng 8 năm 2001)
- Đinh Du Châu (16 tháng 8 năm 2001 - 7 tháng 3 năm 2002)
- Khâu Nghĩa Nhân (7 tháng 3 năm 2002 - 5 tháng 2 năm 2003)
- Khang Ninh Tường (5 tháng 2 năm 2003 - 20 tháng 5 năm 2004)
- Khâu Nghĩa Nhân (20 tháng 5 năm 2004 - 6 tháng 2 năm 2007)
- Trần Đường Sơn (6 tháng 2 năm 2007 - 27 tháng 3 năm 2008)
- Trần Trung Tín (27 tháng 3 năm 2008 - 20 tháng 5 năm 2008) (quyền nhiếp)
- Tô Khởi (20 tháng 5 năm 2008 - 23 tháng 2 năm 2010)
- Hồ Vệ Nhân (23 tháng 2 năm 2010 - 25 tháng 9 năm 2012)
- Viên Kiện Sinh (26 tháng 9 năm 2012 - 24 tháng 3 năm 2014)
- Kim Phổ Thông (25 tháng 3 năm 2014 - 12 tháng 2 năm 2015)
- Cao Hoa Trụ (12 tháng 2 năm 2015 - 20 tháng 5 năm 2016)
- Ngô Chiêu Tiếp (20 tháng 5 năm 2016 - 18 tháng 5 năm 2017)
- Nghiêm Đức Phát (18 tháng 5 năm 2017 - 26 tháng 2 năm 2018)
- Lý Đại Duy (26 tháng 2 năm 2018 - 19 tháng 5 năm 2020)
- Cố Lập Hùng (20 tháng 5 năm 2020 - 20 tháng 5 năm 2024)[3]
- Ngô Chiêu Nhiếp (20 tháng 5 năm 2024 - hiện tại)